# Seznam vítězů diamantové ligy ve skoku o tyči
Toto je seznam vítězů diamantové ligy ve skoku o tyči.

## Celkoví vítězové
| Muži                 | Muži              |
| -------------------- | ----------------- |
| Diamantová liga 2010 | Renaud Lavillenie |
| Diamantová liga 2011 | Renaud Lavillenie |
| Diamantová liga 2012 | Renaud Lavillenie |
| Diamantová liga 2013 | Renaud Lavillenie |
| Diamantová liga 2014 | Renaud Lavillenie |
| Diamantová liga 2015 | Renaud Lavillenie |
| Diamantová liga 2016 | Renaud Lavillenie |
| Diamantová liga 2017 | Sam Kendricks     |
| Diamantová liga 2018 | Timur Morgunov    |
| Diamantová liga 2019 | Sam Kendricks     |
| Diamantová liga 2020 | bez vítěze        |
| Diamantová liga 2021 | Armand Duplantis  |
| Diamantová liga 2022 | Armand Duplantis  |
| Diamantová liga 2023 | Armand Duplantis  |
| Diamantová liga 2024 | Armand Duplantis  |
| Diamantová liga 2025 | bude oznámeno     |

| Ženy                 | Ženy                   |
| -------------------- | ---------------------- |
| Diamantová liga 2010 | Fabiana Murerová       |
| Diamantová liga 2011 | Silke Spiegelburgová   |
| Diamantová liga 2012 | Silke Spiegelburgová   |
| Diamantová liga 2013 | Silke Spiegelburgová   |
| Diamantová liga 2014 | Fabiana Murerová       |
| Diamantová liga 2015 | Nikoléta Kiriakopoúlou |
| Diamantová liga 2016 | Katerina Stefanidiová  |
| Diamantová liga 2017 | Katerina Stefanidiová  |
| Diamantová liga 2018 | Katerina Stefanidiová  |
| Diamantová liga 2019 | Katerina Stefanidiová  |
| Diamantová liga 2020 | bez vítěze             |
| Diamantová liga 2021 | Anželika Sidorovová    |
| Diamantová liga 2022 | Nina Kennedyová        |
| Diamantová liga 2023 | Katie Nageotteová      |
| Diamantová liga 2024 | Nina Kennedyová        |
| Diamantová liga 2025 | bude oznámeno          |